# ترکه ده
روستای ترکده یک روستای کوهستانی در استان اردبیل است که در مرز ۳ شهرستان نیر (بخش کورائیم) و شهرستان اردبیل (بخش هیر یا فولادلو) و شهرستان کوثر قرار گرفته که چندین سال پیش جزو شهرستان نیر و بخش کورائیم بود اما الان زیرمجموعه شهرستان کوثر و  دهستان سنجبد شمالی محسوب می‌شود. ترکده ۵۶ نفر جمعیت دارد. این روستا دارای آب هوای سرد در زمستان و آب و هوای معتدل و خنک در تابستان می‌باشد و بهترین زمان سفر به این منطقه در فصل بهار و ماه های اردیبهشت و خرداد و نیمه اول تیر می‌باشد . این روستا همجوار با روستاهای تاجی بیوک و پیله کریم و اینلو و نرلو و پیرزمان می‌باشد. 

## مردم
مردم این روستا به زبان ترکی آذربایجانی صحبت می‌کنند و دین این مردم اسلام و مذهب شیعه است.

## نگارخانه

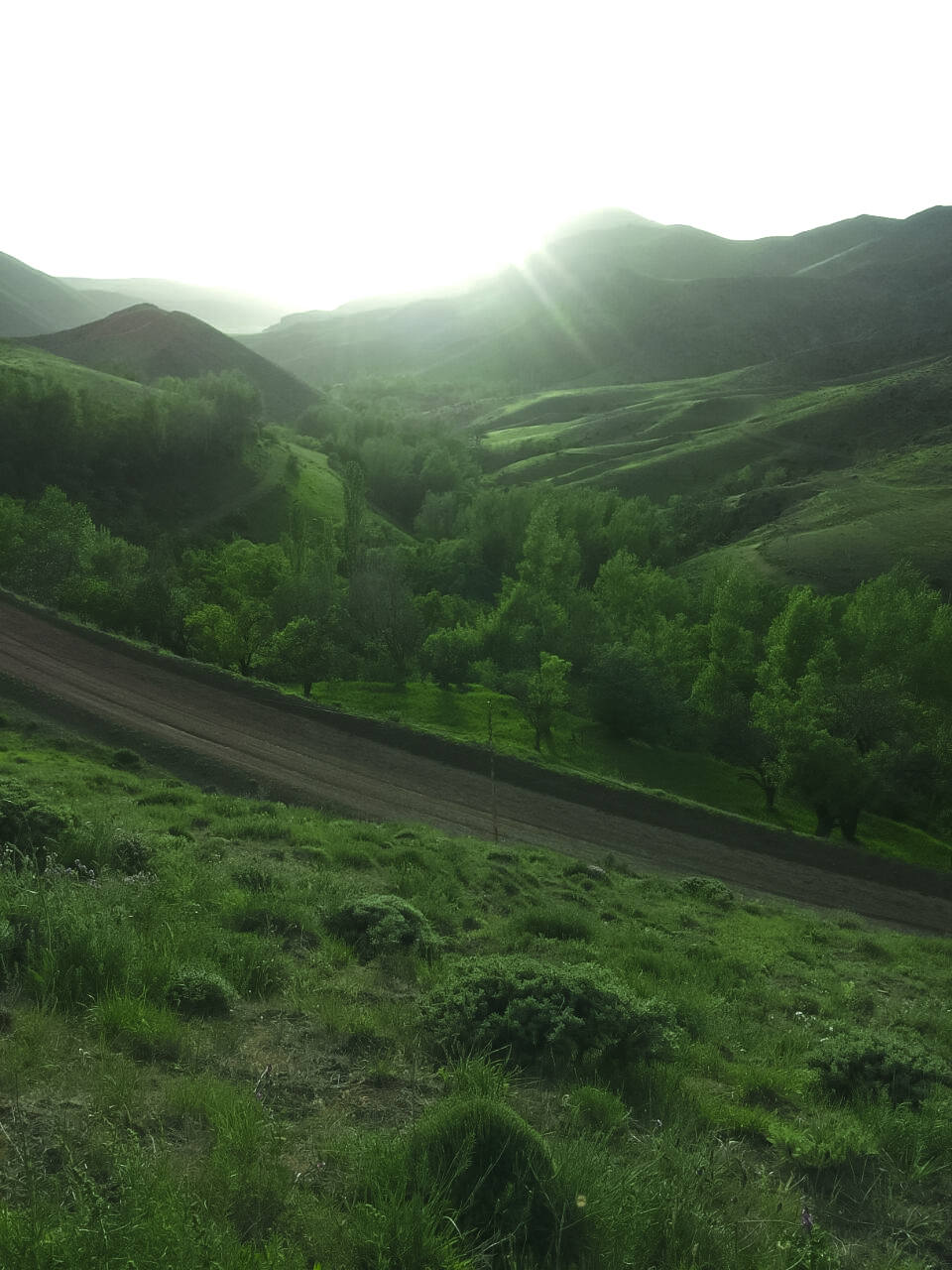
روستای ترکده استان اردبیل

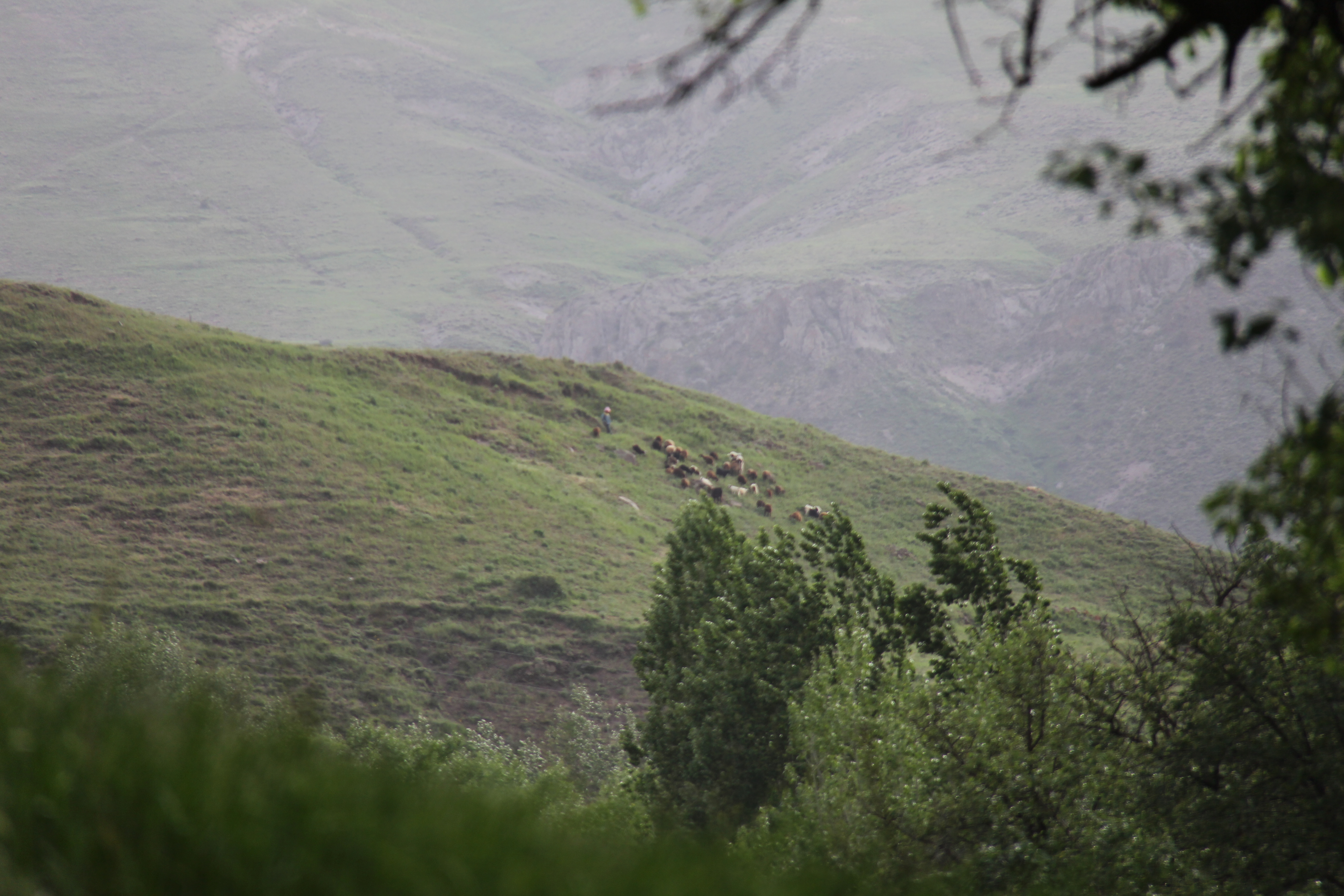
طبیعت روستای ترکده

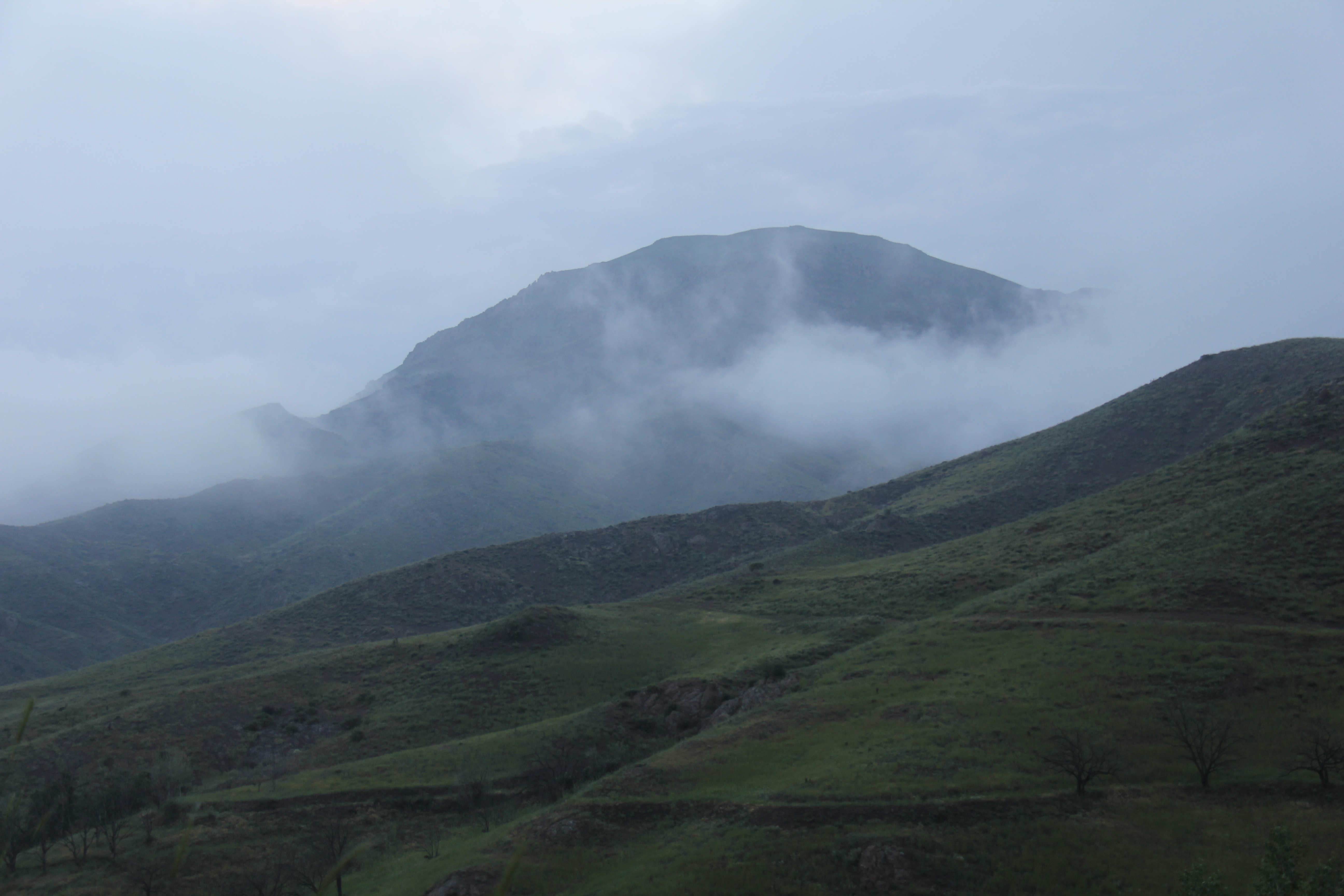
صحنه مه در روستای ترکده

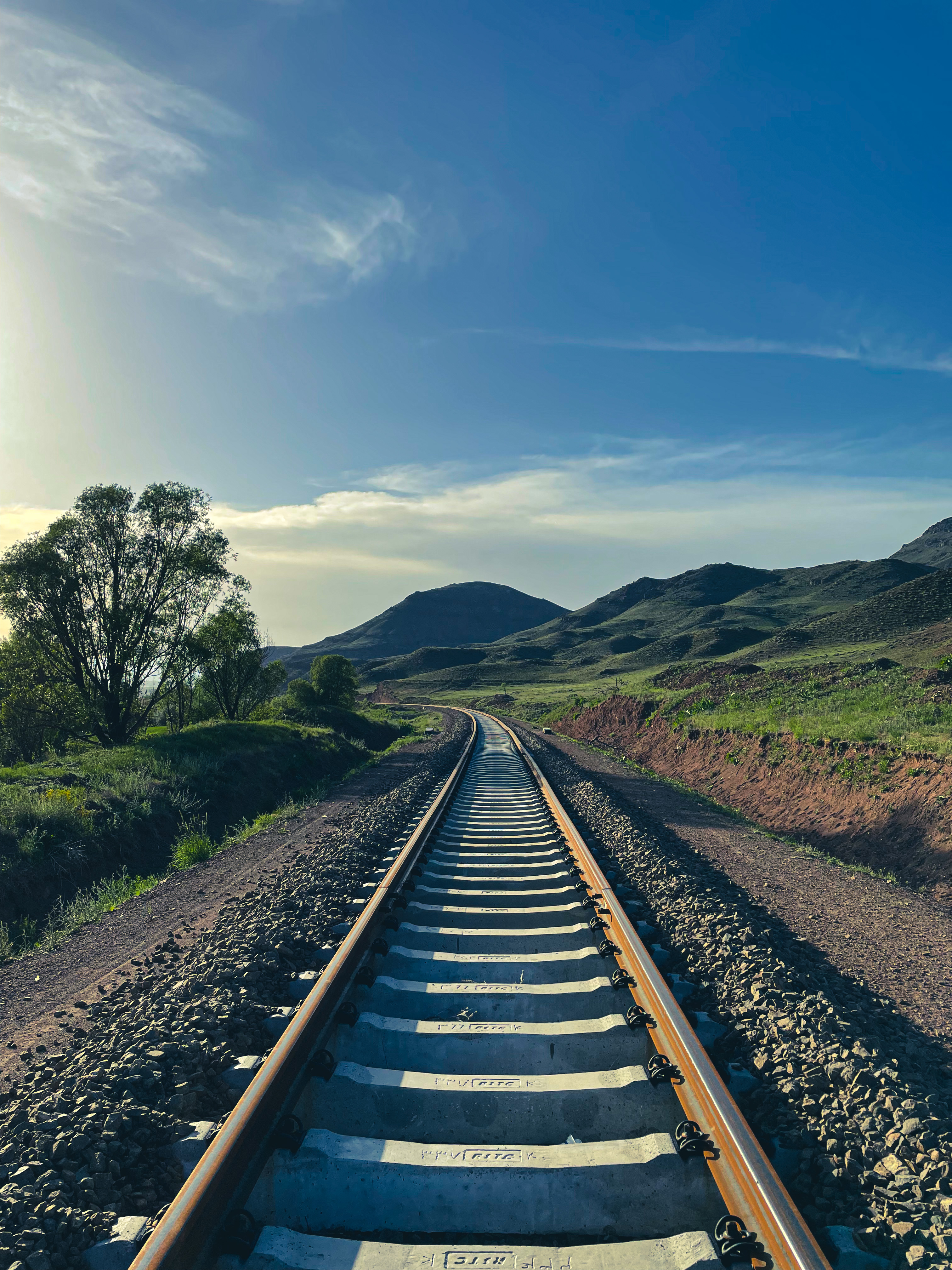
خط ریلی میانه-اردبیل در کنار روستای ترکده استان اردبیل

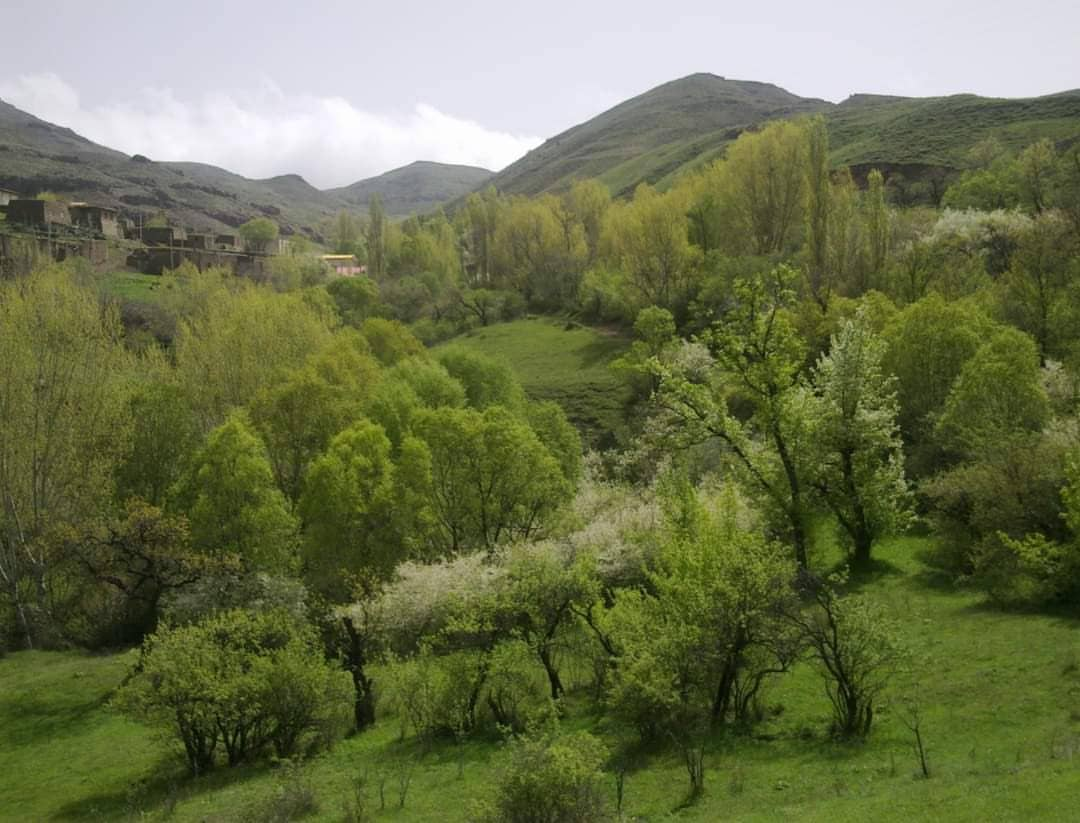
آشاغی باغ روستای ترکده

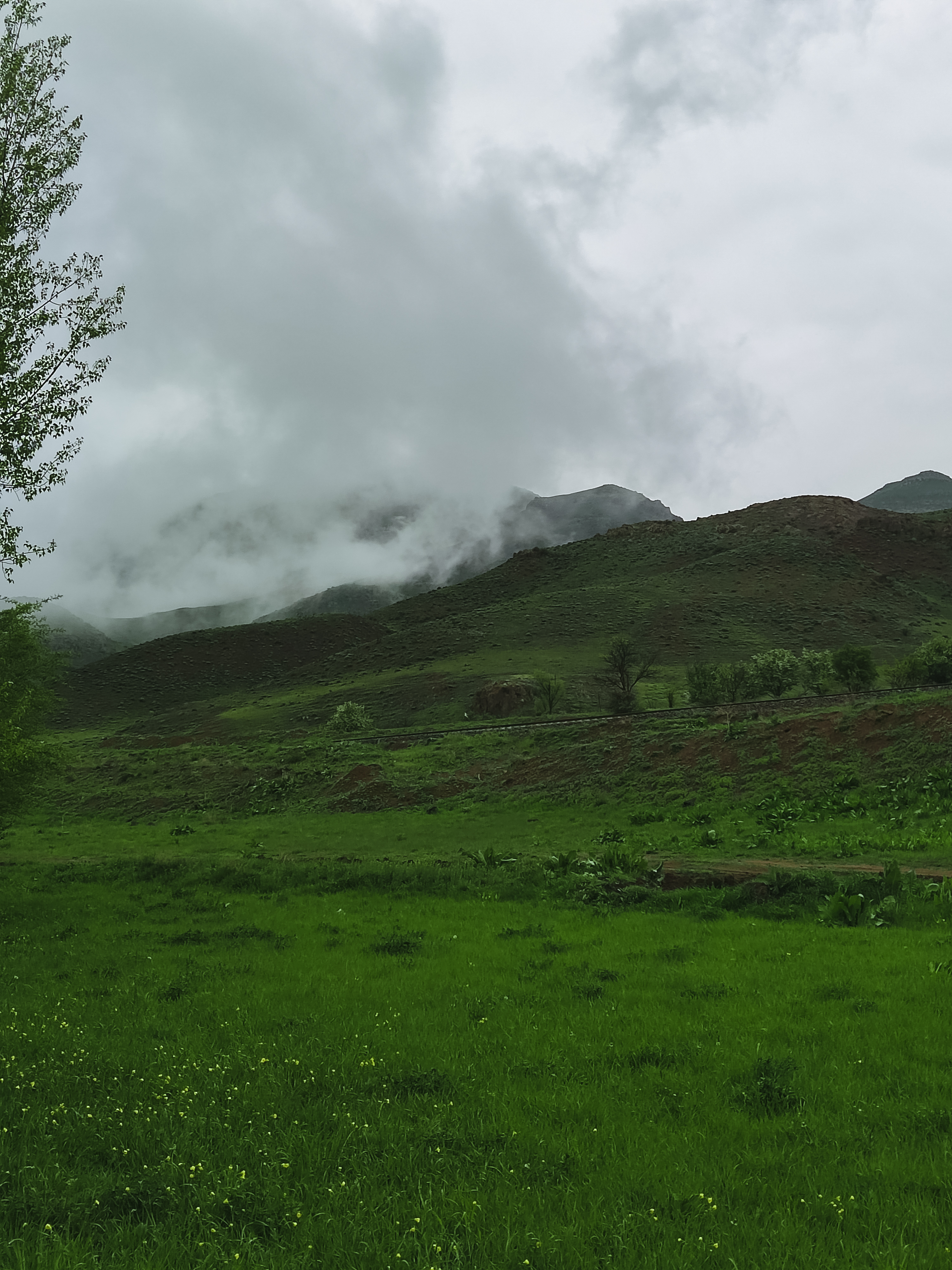
منظره زیبا روستای ترکده استان اردبیل

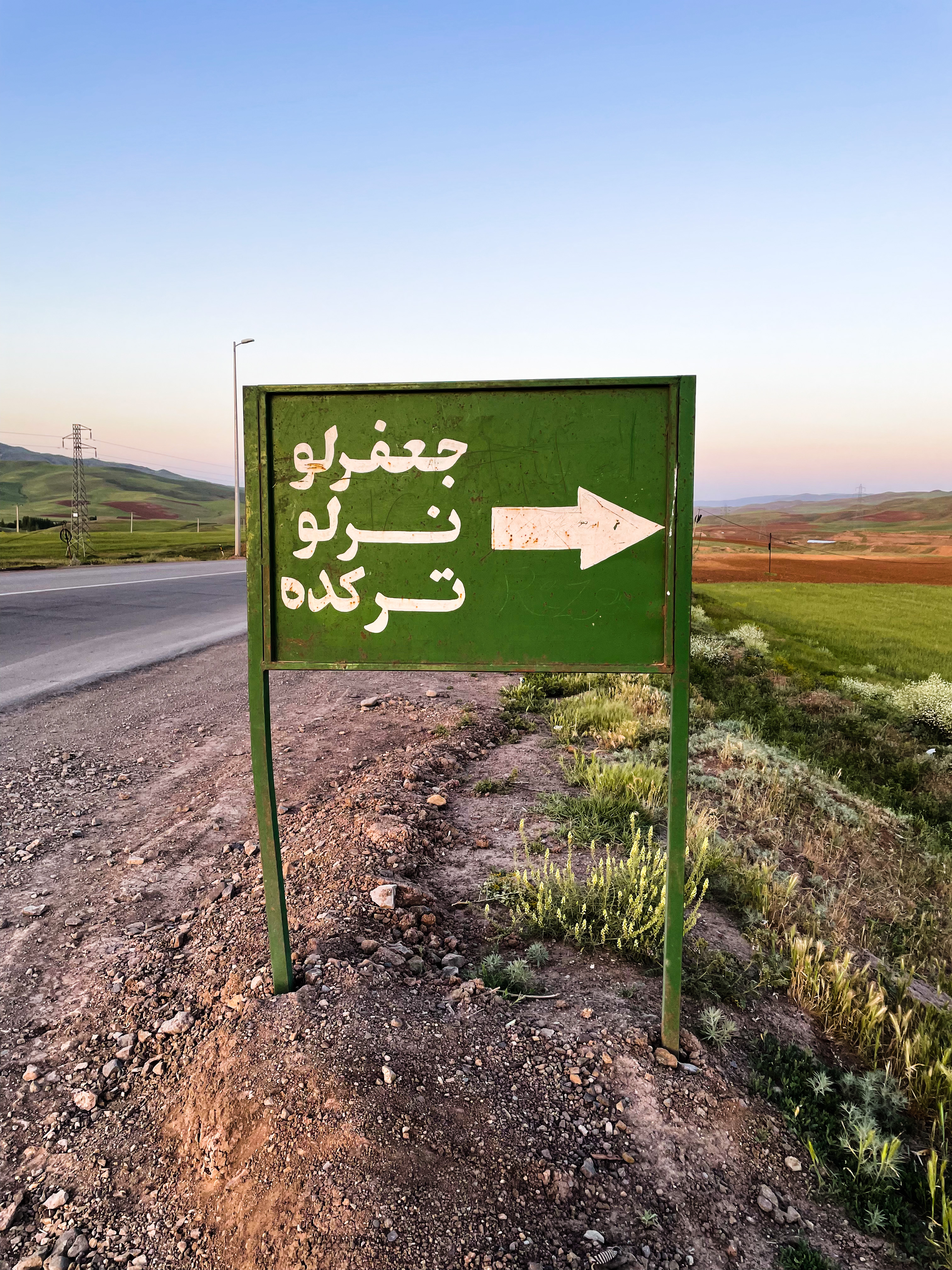
Torkadeh